# 分子性物質
分子性物質（ぶんしせいぶっしつ、molecular substance）とは、電荷を持たない状態の分子からなる物質である。
熱力学的には当該分子を基本粒子とした振舞いにより、分子間相互作用、分子内相互作用によって、マクロな液体（or 固体）の物性が予測される。
高等学校までの化学教育においては分子性物質とイオン性物質を物質固有の特性のように説明する。しかし、酢酸のように蒸気（気体）や水を含まない状態では電離していないため分子性物質としてふるまう。一方、希薄水溶液中では大部分が電離する為にイオン性物質としてふるまう様な場合もある。
分子性物質はファンデルワールス力により集合しているので、分子量が増大するにつれて融点や沸点が増大する。それに加えて水素結合を有するものは、さらに融点や沸点が高い。